# 布伦特福德 (南达科他州)
布伦特福德（英語：Brentford），是美国南达科他州下属的一座城市。根据2010年美国人口普查，该市有人口76人。论人口在本州排行第252。